# Lavinia Scurtu
Lavinia Scurtu (ur. 22 września 1991) – rumuńska lekkoatletka, tyczkarka. 

## Osiągnięcia
| Rok  | Impreza                               | Miejsce   | Lokata     | Wynik |
| ---- | ------------------------------------- | --------- | ---------- | ----- |
| 2010 | I liga drużynowych mistrzostw Europy  | Budapeszt |            | NM    |
| 2011 | I liga drużynowych mistrzostw Europy  | Izmir     | 7. miejsce | 3,60  |
| 2013 | Halowe mistrzostwa krajów bałkańskich | Stambuł   | 4. miejsce | 3,90  |

Wielokrotna mistrzyni Rumunii.

## Rekordy życiowe
- Skok o tyczce (hala) – 3,90 (2013)